# Цвєткова Єлизавета Іванівна
Єлизавета Іванівна Цвєткова (1899, тепер Ленінградська область, Російська Федерація — ?) — радянська державна діячка, завідувачка базової початкової школи № 2 міста Гатчини Ленінградської області, заслужена вчителька Російської РФСР. Депутат Верховної ради СРСР 4-го скликання.

## Життєпис
У 1915 році закінчила Маріїнську вчительську школу та склала екстерном екзамени на звання вчительки початкових класів.
З 1915 року — вчителька початкової школи села Полушкіно Валдайського повіту Новгородської губернії. Потім працювала вчителькою в інших сільських школах, була вчителькою початкових класів та завідувачкою базової початкової школи № 2 міста Гатчини Ленінградської області
Подальша доля невідома. 

## Нагороди і відзнаки
- орден Леніна
- орден Трудового Червоного Прапора
- значок «Відмінник народної освіти»
- Заслужений вчитель школи Російської РФСР